# یاردبردز
یاردبردز (انگلیسی: The Yardbirds) یک گروه موسیقی راک انگلیسی است که سال ۱۹۶۳ در لندن شکل گرفت و شماری از تک‌آهنگ‌های پرطرفدار (Hit) دههٔ ۱۹۶۰ را روانهٔ بازار موسیقی کرد. گسترهٔ سبک بلوز-بنیادِ یاردبردز به پاپ و راک هم کشیده می‌شد و این گروه در ابداع بسیاری از تکنیک‌های گیتار الکتریک مانند بهره‌گیری از دیستورشن فازتون و بازخورد صوتی در آن دوره سهم داشت. تنی چند از مشهورترین گیتارنوازان موسیقی راک کار خود را با یاردبردز آغاز کردند که از میان آن‌ها می‌توان اریک کلپتون، جیمی پیج و جف بک را نام برد.
نام یاردبردز در فهرست «۱۰۰ هنرمند برتر تاریخ» مجلهٔ رولینگ استون و «۱۰۰ هنرمند برتر هارد راک» شبکهٔ VH1 قرار گرفته و همچنین در سال ۱۹۹۲ به تالار مشاهیر راک اند رول راه یافت.